# Ludwig Beissner
Ludwig Beissner (Ludwigslust, 6 de julio de 1843 - 21 de diciembre de 1927) fue un horticultor y un especialista en dendrología alemán.
En 1887, fue inspector del Jardín Botánico de la Universidad de Bonn.
En 1891, publica Handbuch der Nadelholzkunde, de 676 pp.

## Otras publicaciones
- hermann Jäger, ludwig Beissner. 1889. Die ziergehölze der gärten und parkanlagen: Alphabetisch geordnete beschreibung, kultur und verwendung aller bis jetzt näher bekannten holzpflanzen und ihrer abarten, welche in Deutschland und ländern von gleichem klima im freien gezogen werden können. Nebst bemerkungen über ihre benutzung zu ... 3.ª edición de B. F. Voigt, 629 pp.

- ludwig Beissner. 2010. Einheitliche Coniferen Benennung (1892). Edición reimpresa de Kessinger Publishing, LLC, 38 pp. ISBN 1162490764

- -------------------. 1892. Einheitliche Coniferen-Benennng. 2.ª edición de Ludwig Möller, 33 pp.

- -------------------, jules Nanot. 1887. Der Strassen-Gärtner: grundliche Unterweisung zu erfolgreicher Auswahl, Zucht, Pflanzung und Unterhaltung der für die öffentlichen Strassen und Schmuckplatze in Deutschland geeigneten Nutz- und Zierbäume, nach J. Nanot. Editor Paul Parey, 154 pp.

- -------------------, ernst Schelle, hermann Zabel. 1903. Handbuch der Laubholz-Benennung: systematische und alphabetische Liste aller in Deutschland ohne oder unter leichtem Schutz im freien Lande ausdauernden Laubholzarten und Formen mit ihren Synonymen. Im Auftrage der Deutschen Dendrologischen Gesellschaft, bearb. Editor P. Parey, 625 pp.

## Honores

### Epónimos
- (Pinaceae) Pinus beissneri Voss[1]

- (Pinaceae) Abies beissneriana Rehder & E.H.Wilson[2]
- La abreviatura «Beissn.» se emplea para indicar a Ludwig Beissner como autoridad en la descripción y clasificación científica de los vegetales.[3]

## Fuente
Traducción de los Arts. en lengua germana y francesa de Wikipedia.